# Соматопарафрения
Соматопарафрени́я (от др.-греч. σῶμα — тело, παρά — около и φρήν — ум, рассудок) — расстройство узнавания тела. В этом случае больной перестаёт ощущать свою левую руку или левую ногу как часть себя. Ему даже может казаться, что его собственными конечностями управляет кто-то другой (следует отличать от синдрома Кандинского — Клерамбо). Больные могут сообщать самые невероятные истории о том, кому принадлежит данная часть тела и почему она «присоединена» к ним (например, что рука, присоединённая к ним, принадлежит другому человеку — ребёнку, супругу или врачу). При этом во всех остальных отношениях больные являются адекватными, с сохранным интеллектом.
Близким к соматопарафрении неврологическим понятием является асоматогнозия (от др.-греч. ἀ- — отрицательный префикс, σῶμα и γνώσις — узнавание; буквально: «отсутствие узнавания тела»).

## Пример
Вероятно, самый известный случай соматопарафрении описан Оливером Саксом в книге «Человек, который принял жену за шляпу» (1985). Данный больной постоянно падал с больничной койки по ночам. Сидя на полу, он дал объяснения: он нашёл у себя на койке неизвестно кому принадлежащую отрезанную человеческую ногу и решил выбросить её, но по неизвестной больному причине за этой «чужой» ногой последовало его собственное тело, и он упал с кровати. По неизвестной причине больной якобы стал привязан к этому куску мяса. Он предположил, что одна из медсестёр подшутила над ним: пробралась в прозекторскую, выкрала оттуда отрезанную ногу и подложила её в кровать. А на вопросы Сакса о том, где его собственная нога, он в отчаянии ответил, что она просто исчезла.

## Причины
Причиной может быть поражение одной или обеих теменных долей. Повреждение задних церебральных областей коры (височно-теменной узел) может играть значительную роль в развитии соматопарафрении. Последние исследования показали, что повреждение задней части островка и подкорковых структур, таких как базальные ганглии, тоже может вызвать соматопарафрению.

## В популярной культуре
В четвёртом эпизоде первого сезона медицинской драмы «3 LBS» ветеран, который перенёс инсульт, стал считать, что его левая рука принадлежит другому солдату, который умер. В сериале состояние диагностируется как анозогнозия, отказ от своей болезни.
В пятой серии четвёртого сезона телесериала «Анатомия страсти» человек, страдающий соматопарафренией, ошибочно диагностируется как больной дисморфофобией и хочет, чтобы врачи ампутировали его ногу, поскольку она не принадлежит ему.
В 14-м эпизоде сериала «Одарённый человек» Антон стал считать, что его рука принадлежит кому-то другому.